# Escudos y banderas del Bajo Ebro

Escudo oficioso del Bajo Ebro

Los escudos y banderas del Bajo Ebro son el conjunto de símbolos que representan a los municipios de esta comarca catalana, en tierras de España. En cuanto a los escudos comarcales, hay que decir que, en principio, se han creado expresamente para representar a los Consejos comarcales y, por extensión, son el símbolo de toda la comarca. En el caso del Bajo Ebro también se dispone de bandera, a pesar de que, como sucede con el escudo, no son oficiales aún.
En este artículo se  incluyen los escudos y las banderas aprobados por la Generalidad de Cataluña desde el 1981, concretamente por el Consejería de Gobernación, que  tiene la competencia.
No tienen escudo ni bandera oficiales los municipios de Alfara, La Ametlla de Mar, Camarles, Pauls, Perelló, Roquetas, Tivenys y Tortosa.

## Los escudos

La Aldea
Aldover
La Ampolla
Benifallet
EMD de Bítem
EMD de Campredó
Deltebre
EMD de Jesús
Xerta

## Las banderas

La Aldea
La Ampolla
EMD de Jesús